# 塞繆爾·薩姆-蘇馬納
塞繆爾·薩姆-蘇馬納（Samuel Sam-Sumana，1962年4月7日—）是塞拉利昂的一名政治人物，2007年擔任塞拉利昂副總統至2015年3月被解職。原屬全國人民大會的他於2007年總統選舉夥拍該黨總統候選人欧内斯特·巴伊·科罗马角逐，擊敗塞拉利昂人民黨對手成功當選，同年9月17日就職。薩姆-蘇馬納和科羅馬於2012年選舉成功連任。
薩姆-蘇馬納曾經擔任當地聯合鑽石開採公司（United Diamond Mining Company）的董事總經理，及美國鑽石開採公司C-12國際（C-12 International）的地區經理。
薩姆-蘇馬納是穆斯林，科諾族人，在美國取得管理資訊系統理學士學位。
2015年3月6日，薩姆-蘇馬納被執政的全國人民大會驅逐出黨。該黨的全國顧問委員會指控薩姆-蘇馬納提交關於他的碩士學歷的虛假資料。他也被指在國內煽動政治暴力，並企圖另建新政黨。薩姆-蘇馬納在3月14日表示他已向當地的美國大使館尋求庇護。總統科羅馬於3月17日解除他的副總統職位。